# Wazeba
Wazeba (principios del siglo IV) fue un rey del Reino de Aksum, centrado en las tierras altas de la moderna Etiopía y Eritrea. Sucedió a Aphilas en el trono. Wazeba es conocido principalmente por las monedas que acuñó durante su reinado y es célebre por ser el primer gobernante aksumita en grabar inscripciones en Ge'ez en sus monedas. Fue, además, el único rey de Aksum que utilizó dicho idioma en monedas de oro.
El historiador S. C. Munro-Hay sugiere, basándose en una serie de monedas encontradas con un diseño de Wazeba en el anverso y otro de Ousanas en el reverso, que ambos monarcas podrían haber sido co-gobernantes.